# Mumierna från Chinchorro

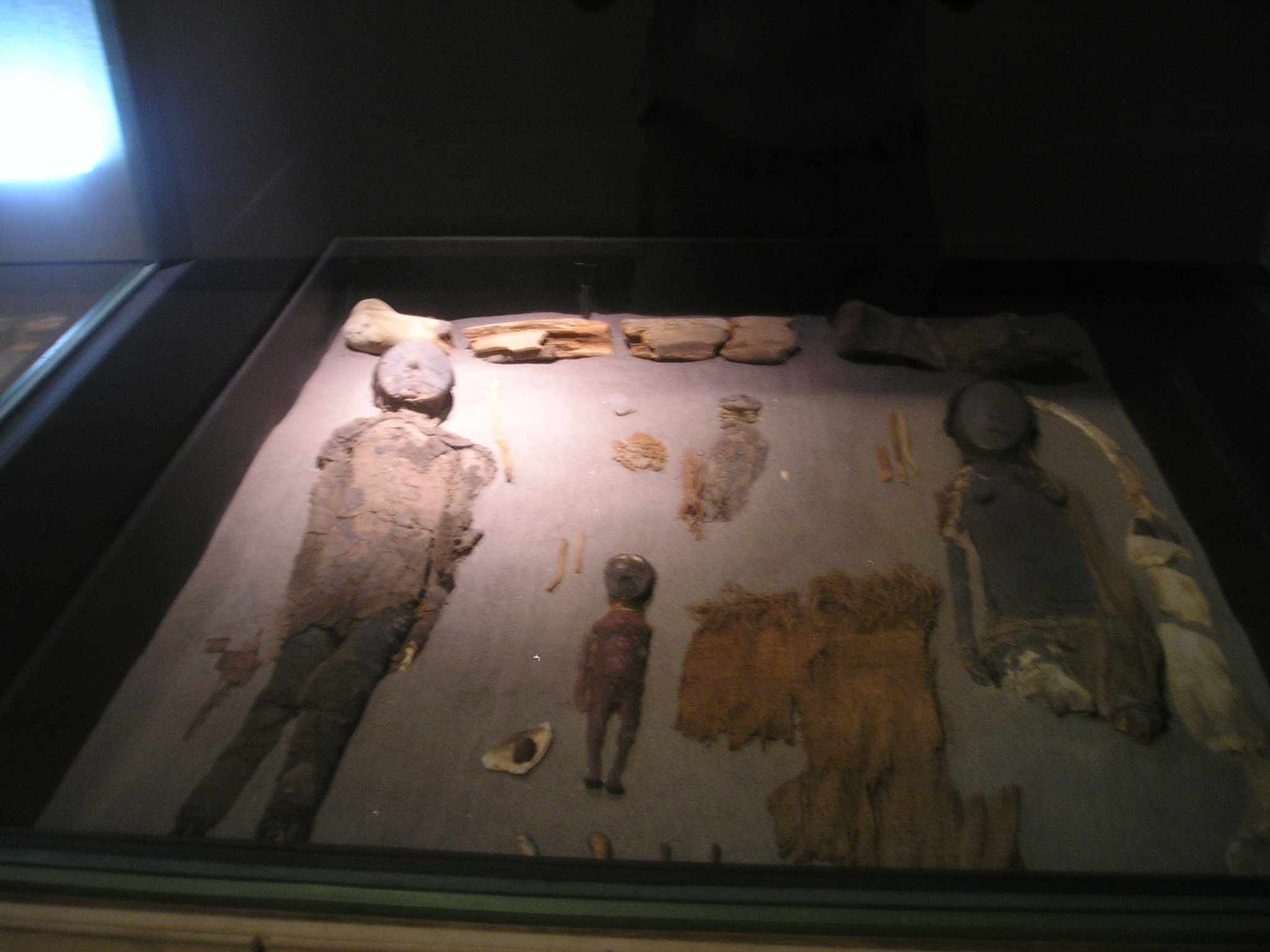
Tre av mumierna i museet av staden San Miguel de Azapa i Chile.

Mumierna från Chinchorro är mumifierade rester av individer från den sydamerikanska Chinchorro-kulturen, som levde i det som nu är norra Chile och södra Peru. Mumierna är de äldsta exemplen på artificiellt mumifierade mänskliga kvarlevor, mycket äldre än de första egyptiska mumierna. De äldsta mumierna i Chinchorro tros vara från ungefär 5000 f.Kr. Flest fynd finns från cirka 3000 f.Kr. Mumierna från Chinchorro var omsorgsfullt beredda. De inre organen var borttagna och ersatta med vegetabiliska fibrer eller djurhår. I vissa fall har hud och kött avlägsnats från den döda kroppen och ersatts med lera. 
Kol14-metoden avslöjar att den äldsta upptäckta Chinchorro-mumien var ett barn från en plats i Camarones-dalen, från omkring 5050 f.Kr.
Chinchorro-kulturen fortsatte göra mumier fram till omkring 1800 f.Kr.
- Befolkningen i Chinchorro gjorde de första kända mumierna, som gjordes avsiktligt. Mer än 1500 mumier har hittats i området, de äldsta från cirka 5000 f.Kr. Karakteristiskt för de äldsta mumierna är att ansikten målats på i rött och svart.
- De flesta mumiefynden hittas från perioden mellan 5000 f.Kr. och 3800 f.Kr. Dessa mumier har vid beredningen fått skinnet avlägsnat, behandlat och sedan återmonterat. Den här mumierna kallas för de svarta mumierna, då svart var den dominerande färgen när mumien dekorerades.
- Mellan åren 3800 f.Kr och 2100 f.Kr. var mumifieringstekniken enklare och processen bestod av att kroppen torkades över kol.
- 2100–1700 f.Kr. torkades kropparna genom rökning, täckta med ett lager lera för att sedan dekoreras med färg.